# Mützel
Mützel is een plaats en voormalige gemeente in de Duitse deelstaat Saksen-Anhalt, en maakt deel uit van de Landkreis Jerichower Land.
Mützel telt 500 à 600 inwoners. Tot de Ortschaft behoren ook de dorpjes Hüttermühle en Mollenberg.

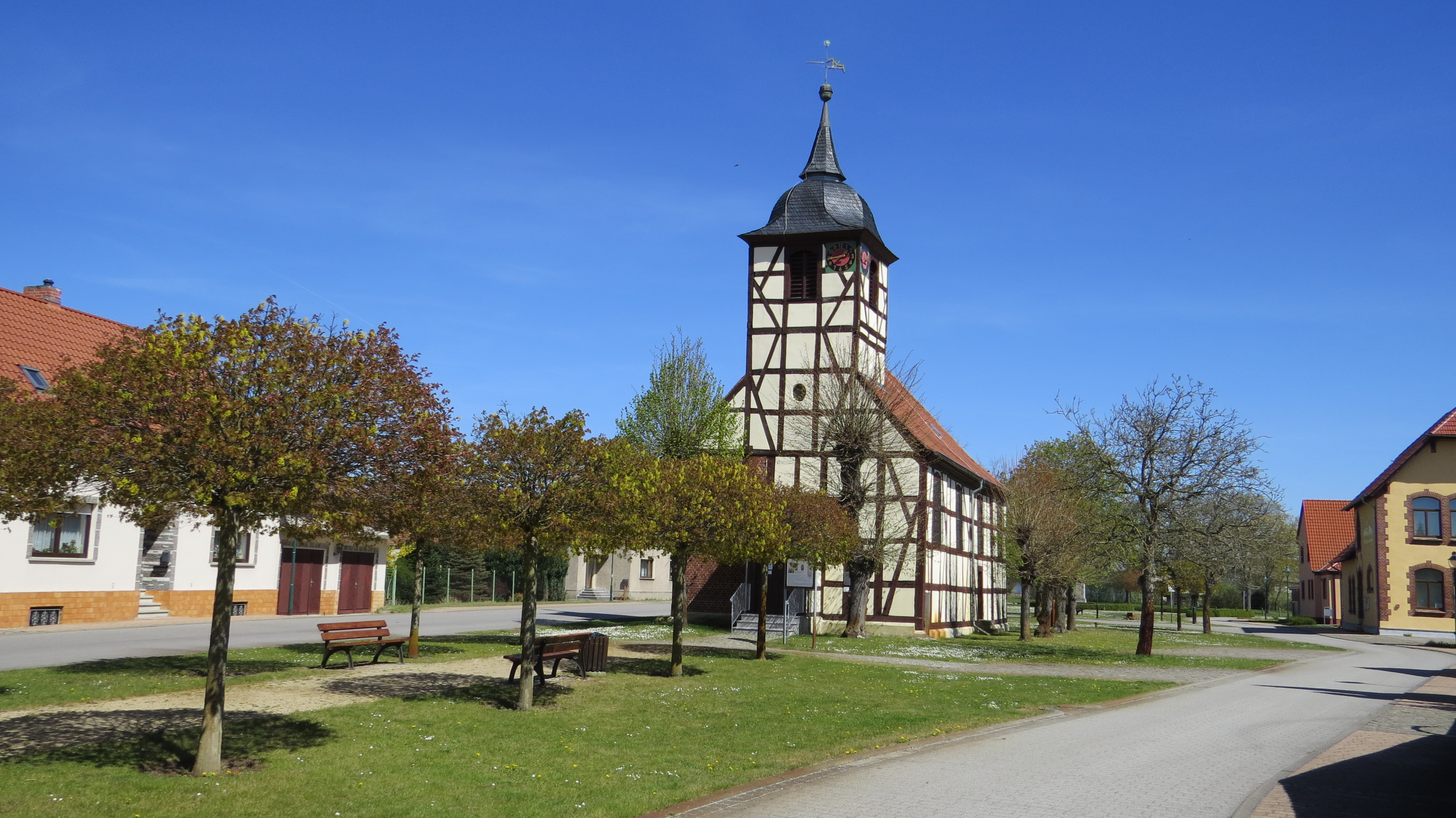
Kerkje van Mützel (1767)
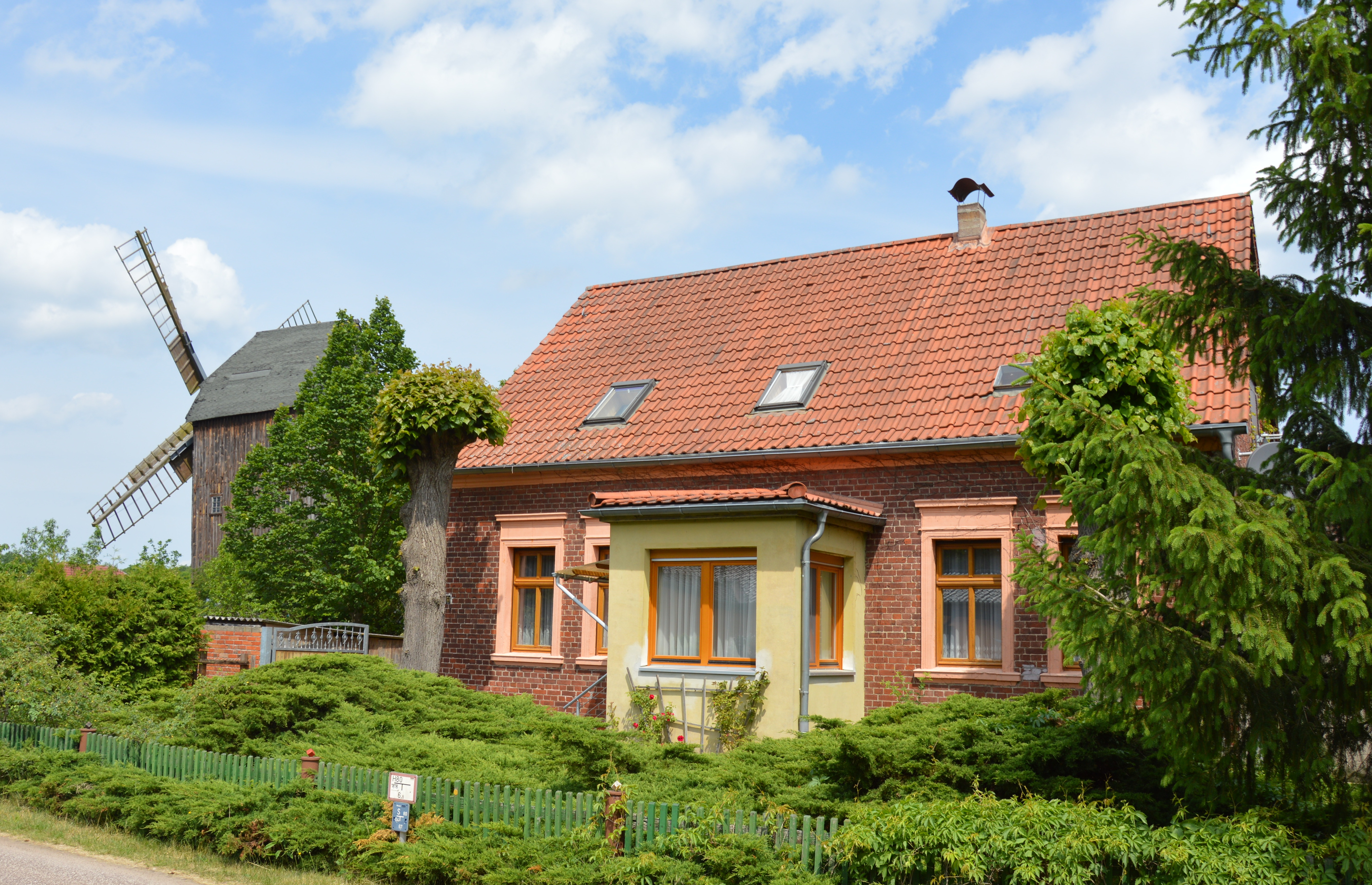
Boerderij, standerdmolen te Mützel

Zie voor meer informatie onder Genthin.